# Leti
Leti är en ö i Indonesien.   Den ligger i provinsen Moluckerna, i den östra delen av landet, 2 300 km öster om huvudstaden Jakarta. Arean är 91 kvadratkilometer.
Terrängen på Leti är lite kuperad. Öns högsta punkt är 388 meter över havet. Den sträcker sig 9,4 kilometer i nord-sydlig riktning, och 17,0 kilometer i öst-västlig riktning.